# Le Liège
Le Liège település Franciaországban, Indre-et-Loire megyében. Lakosainak száma 326 fő (2022. január 1.). Le Liège Céré-la-Ronde, Genillé és Luzillé községekkel határos.

## Népesség
A település népességének változása:
| Lakosok száma | 250  | 186  | 209  | 333  | 348  | 362  | 364  | 339  | 326  | 326  |
|               | 1968 | 1982 | 1990 | 2006 | 2013 | 2015 | 2017 | 2019 | 2020 | 2022 |